# Andrej Kiska
Andrej Kiska, né le 2 février 1963 à Poprad, est un homme d'affaires, philanthrope et homme d'État slovaque politiquement indépendant. Il est président de la République de 2014 à 2019.
Formé à l'École supérieure technique slovaque dans les années 1980, il se lance dans le monde de l'entreprise dans les années 1990 après un séjour aux États-Unis. Il quitte le secteur privé en 2005 et fonde Dobrý Anjel, une fondation caritative.
Il annonce en octobre 2012 sa volonté d'être candidat à l'élection présidentielle slovaque de 2014. Rassemblant 24 % des voix, il se qualifie au second tour face au président du gouvernement Robert Fico. Il est élu le 29 mars président de la République avec 59 % des suffrages et prête serment deux mois et demi plus tard.
Au cours de la crise qui suit l'assassinat de Ján Kuciak, il prend le parti des manifestants réclamant des changements à la direction du gouvernement et s'oppose ainsi à Fico, qui finit par démissionner. Il fonde en septembre 2019 le parti Pour le peuple, qui obtient douze sièges aux élections législatives slovaques de 2020.

## Biographie

### Jeunesse et formation
En 1986, Andrej Kiska obtient un diplôme d'ingénieur en microélectronique à la Faculté de génie électrique de l'École supérieure technique de Bratislava. Il travaille ensuite en tant que projeteur pour Naftoprojekt à Poprad. En 1990, il part pour les États-Unis, où il effectue des travaux manuels sur des chantiers, ou dans des stations services où il vendait des sandwiches. Il perd totalement l’argent économisé qu'il avait investi dans une société financière qui fait faillite quelques semaines plus tard. Il affirme néanmoins que ce séjour en Amérique l'a beaucoup influencé par la suite en lui insufflant le goût d'entreprendre.

### Carrière d'entrepreneur
Il devient effectivement entrepreneur, fondateur des sociétés de micro-crédit TatraCredit, Triangle et Quatro en 1996, dont le succès fait de lui un millionnaire et qu'il cède en 2005 à la banque VÚB (sk) affiliée au groupe Intesa Sanpaolo quand il crée la fondation caritative Dobrý Anjel (Le « bon ange ») en 2005.
En novembre 2006, il remporte le titre de « Manager de l'Année ». En 2011, il obtient le prix de l'Aile de cristal. Il démissionne de la présidence du conseil d'administration de la Fondation Dobrý Anjel, que reprend sa femme Martina Kisková à partir du 1er juin 2013, pour se consacrer à sa candidature à l'élection présidentielle.

### Président de la République

#### Candidat à la présidentielle de 2014
Sans appartenance partisane ni passé en politique, il est le premier candidat déclaré à l'élection présidentielle de mars 2014. Il axe ses discours politique sur la lutte contre la corruption et la concentration des pouvoirs.
Les sondages le placent rapidement en troisième puis deuxième place. Il s'affirme alors comme le challenger du favori, le chef du gouvernement en fonction Robert Fico.

#### Vainqueur surprise de Robert Fico
Il est effectivement le soir du premier tour à la deuxième place avec 24 % des suffrages exprimés, contre 28 % à Robert Fico et 21,2 % à Radoslav Procházka.
Trois candidats : Pavol Hrušovský, Milan Kňažko et Radoslav Procházka annoncent leur soutien à Andrej Kiska pour le deuxième tour, craignant principalement une concentration des pouvoirs en cas d'élection de Robert Fico. Ces soutiens confortent la position de challenger d'Andrej Kiska, qui l'emporte lors du second tour par 59,4 % des suffrages exprimés et une forte augmentation de la participation (même si celle-ci n'atteint que 50,5 % contre 43,4 % au premier tour).
Robert Fico fait savoir qu'il compte rester président du gouvernement. 

#### Mandat
Andrej Kiska est investi président de la République slovaque le 15 juin 2014.
Il rencontre le 16 octobre 2016 le 14e dalaï-lama à Bratislava. Robert Fico critique vertement le chef de l'État, l'accusant d'avoir « porté préjudice aux relations sino-slovaques », tandis que les autorités chinoises lui reprochent de ne pas avoir tenu compte de leur « forte opposition » à cet entretien. Un mois plus tard, le Premier ministre chinois Li Keqiang annule un entretien bilatéral prévu avec Fico en Lettonie.
À la suite de l'assassinat du journaliste d'investigation Ján Kuciak — qui enquêtait notamment sur la corruption du monde politique ainsi que les liens entre la 'Ndrangheta italienne et des personnalités proches du pouvoir slovaque — en février 2018, les Slovaques descendent massivement dans les rues. Andrej Kiska prend part à la manifestation du 2 mars dans la capitale. Lors d'une allocution télévisée deux jours plus tard, il constate « une crise de confiance » qui ne peut être résolue que par un remaniement ministériel ou de nouvelles élections législatives et dénonce l'absence de réaction du gouvernement. En réaction, Robert Fico rappelle que « la Constitution ne prévoit aucun rôle » pour le chef de l'État en termes de composition du gouvernement et considère que le président « s'est rangé du côté de l'opposition ».
Finalement, le président du gouvernement remet sa démission le 15 mars et Kiska charge aussitôt — sur proposition du parti de Fico — le vice-président du gouvernement Peter Pellegrini de constituer une nouvelle équipe ministérielle. Après avoir reçu une proposition pour la composition du cabinet, le chef de l'État indique le 20 mars qu'il refuse de nommer le gouvernement tel qu'il lui est proposé et laisse à Pellegrini un délai de trois jours pour soumettre une nouvelle liste de ministres. Disant apprécier « l'approche constructive » de Pellegrini, qu'il considère comme « un changement bienvenu », Kiska explique souhaiter « un gouvernement capable de sécuriser une enquête indépendante et impartiale de l'assassinat de Ján Kuciak et de Martina Kušnírová, et sur les suspicions de crime organisé sur lesquelles [Kuciak] écrivaient ». Le 21 mars, le chef de l'État accepte une deuxième liste et annonce la nomination de Pellegrini pour le lendemain.

## Œuvre
- Cesta manažéra z pekla, alebo, Ako robiť charitu úspešne a so srdcom  (Le chemin de l'enfer du manager, ou comment faire la charité avec succès et avec cœur), Poprad, 2011  (ISBN 978-80-970642-9-7)